# Аягуз (река)
Аягуз (каз. Аягөз) — река в Абайской (большей частью) и Жетысуской (устье) областях Казахстана.
Аягуз — самая северная из 7 рек, давших название Семиреченскому краю.

## Характеристика
Протяжённость — 492 км, площадь бассейна — около 15 700 км². Берега и дно покрыты гальками из порфира, сланцев, гранита и т. д. Левый берег в нижнем течении низменный и порос тальником. Глубина — не более 3-3,5 метров. Река берёт начало с северного хребта Тарбагатай и сначала течёт по горной местности. Ниже города Аягоз течёт по полупустынной местности. Воды реки достигают восточной части озера Балхаш. Среднегодовой расход воды в среднем течении составляет около 8,8 м³/с, при этом взвесей до 0,8 кг/с.
Ледостав наблюдается с декабря по март. Вода сильно минерализована, содержит сульфаты натрия в количестве 1,6-2 г/л весной и до 8 г/л в начале осени.
В основном используется для забора питьевой воды в городе Аягоз и других населённых пунктах, а также для орошения полей, для полива пригородных хозяйств.